# Sun Goes Down
A Sun Goes Down (stilizálva: SUN GOES DOWN) Lil Nas X amerikai rapper és énekes dala, amely 2021. május 21-én jelent meg a Columbia Records kiadón keresztül a rapper második kislemezeként a Montero című albumáról, a Montero (Call Me by Your Name) után.
A dalban Lil Nas X fiatalabb önmagáról beszél, mikor még nem volt nyíltan meleg és, arról, hogy hogyan fogadta el önmagát és a zaklatást, amelyen át kellett mennie. Korábbi videóklipjéhez képest ebben nem szerepelnek futurisztikus elemek, sokkal inkább a jelenben él, hogy megerősítse a dal önelemző témáját.

## Háttér és megjelenés
2021. május 3-án Lil Nas X bejelentette, hogy elő fogja adni a Montero (Call Me by Your Name)-et és egy új dalt a Saturday Night Live-on május 22-én. Május 13-án jelentette be a dal címét, a megjelenés időpontját és az albumborítóját. Az utóbbin egy fehér öltönyben látható, amint kezével vizet irányít, ami miatt az Avatár – Aang legendája sorozathoz hasonlították. Május 16-án azt írta Twitteren, hogy a videóklipben ő lesz látható, amint visszatér korábbi önmagához, hogy segítse őt és, hogy a dal nagyon különleges volt neki. Kiemelve, hogy ezen dal kiadásánál érzi magát a legsebezhetőbbnek.
A dal 2021. május 21-én jelent meg, egy videóklippel együtt. Nem sokkal később reagált az emberek negatív reakciójára egy Nicki Minajról írt sorra. Kiemelte, hogy a dal az életéről szól, amelyből hat évet a rapper nagy rajongójaként töltött, megemlítve múltját, mint egy korábbi Barb (Minaj rajongóinak gyűjtőneve). A dalban fiatal önmagának öngyilkos gondolatairól is beszél.

## Videóklip
A videó elején Lil Nas X egy tó fölött meditál, fehérbe öltözve, kezével irányítva a vizet. A videóban ez után régi emlékei láthatók, mint korábbi dalainak videóklipjei. Ez után egy középiskolai emléke jelent meg, először, mikor a Taco Bellben dolgozott, majd később imádkozva látszik, ahol azt kéri Istentől, hogy vegye el homoszexuális gondolatait. A videóban később látható, ahogy nehezen illeszkedik be fiatal korában, mielőtt elbújna egy mosdóban, hogy sírjon. Miután lenyugszik a tükör előtt, idősebb önmaga megjelenik mögötte, visszavezetve őt az iskolai tánc helyszínére, ahol már sokkal jobban érzi magát és barátaival táncol.
Korábbi videóklipjeihez hasonlóan a videóban szerepelnek futurisztikus és szürrealista elemek, de sokkal kevésbe, hogy a jelenben tartsa azt. A klip koncepciójának nagy részét Lil Nas X hozta létre, a vizuális oldalát a Psycho Films rendezte.

## Közreműködő előadók
A Tidal adatai alapján.
- Lil Nas X – vokál, dalszerzés
- Omer Fedi – dalszerzés, producer
- Roy Lenzo – dalszerzés, producer
- Take a Daytrip – producer
  - David Biral – dalszerzés
  - Denzel Baptiste – dalszerzés
- Popnick – további producer
- Nick Seeley – dobok
- John Hanes – hangmérnök
- Drew Sliger – asszisztens hangmérnök
- Jelli Dorman – asszisztens hangmérnök
- Kuk Harrell – felvételi hangmérnök
- Serban Ghenea – keverés
- Chris Gehringer – master

## Slágerlista
| Slágerlista (2021)             | Legmagasabb pozíció |
| ------------------------------ | ------------------- |
| Ausztrália (ARIA)              | 82                  |
| Belgium R&B/Hip-hop (Ultratop) | 30                  |
| Kanada (Canadian Hot 100)      | 41                  |
| Franciaország (SNEP)           | 150                 |
| Global 200 (Billboard)         | 47                  |
| Írország (IRMA)                | 35                  |
| Litvánia (AGATA)               | 91                  |
| New Zealand Hot Singles (RMNZ) | 6                   |
| Portugália (AFP)               | 71                  |
| Svédország (Sverigetopplistan) | 88                  |
| Svájc (Schweizer Hitparade)    | 85                  |
| Brit kislemezlista (OCC)       | 42                  |
| US Billboard Hot 100           | 66                  |

## Kiadások
| Régió       | Dátum           | Formátum                         | Kiadó    | For.   |
| ----------- | --------------- | -------------------------------- | -------- | ------ |
| Világszerte | 2021. május 21. | - digitális letöltés - streaming | Columbia | [ 30 ] |